# Спурий Фурий Медуллин (военный трибун 378 года до н. э.)
Спурий Фурий Медуллин (лат. Spurius Furius Medullinus; V—IV века до н. э.) — римский политический деятель из патрицианского рода Фуриев, военный трибун с консульской властью 378 года до н. э.
Спурий Фурий (у Диодора Сицилийского Луций Фурий) был одним из шести военных трибунов-патрициев 378 года до н. э. Вместе со своим коллегой Марком Горацием Пульвиллом он возглавил одну из двух римских армий, разграбивших земли вольсков.